# Rupert Graves
Rupert Graves (* 30. června 1963) je britský filmový, televizní a divadelní herec. Proslavil se rolemi ve filmech Pokoj s vyhlídkou, Maurice a Všichni moji blízcí a později i jako inspektor Lestrade v televizním seriálu Sherlock.

## Životopis
Narodil se ve Weston-super-Mare v Somersetu v Anglii do rodiny Mary Lousilly (za svobodna Roberts) a Richarda Hardinga Gravesových. Jeho matka byla cestovní koordinátorka a otec hudebník a učitel hudební výchovy.
Byl vzděláván na Wyvern Community School, státní střední škole ve svém rodném městě Weston-super-Mare, kterou ve věku patnácti let opustil. Škola se od té doby zavřela a byla poté znovu otevřena pod názvem Hans Price Academy.

## Kariéra
Ihned po odchodu ze školy pracoval jako cirkusový klaun. Objevil se ve více než dvaceti pěti filmech a dalších třiceti pěti televizních pořadech a také i v divadle. Během své kariéry si čtyřikrát zahrál s herečkou Helenou Bonham Carter, a to ve filmech Pokoj s vyhlídkou, Maurice, Kam se i andělé bojí vstoupit a Pomsta bude sladká!.
Za svou roli ve filmu Intimate Relations získal v roce 1996 na filmovém festivalu v Montrealu cenu pro nejlepšího herce. Byl také kladně ohodnocen za ztvárnění Jolyona Forsyta mladšího v televizní minisérii Sága rodu Forsytů.
V roce 1999 si zahrál roli Nicholase Wintona ve snímku Mateje Mináče, Všichni moji blízcí.

## Osobní život
V roce 1987 potkal v kavárně ve svém rodném městě sklářku Yvonne (později zahradnici). Bydleli společně ve Stoke Newington a pomáhal ji s výchovou jejich dvou dcer. Žili spolu třináct let.
V září 2000, krátce po ukončení vztahu s Yvonne, potkal australskou koordinátorku produkce Suzanne Lewis na večírku u příležitosti hry The Caretaker, kde v té době hrál hlavní roli Michael Gambon. Rupert a Suzanne se vzali a mají spolu pět dětí: Josepha, Ellu, Noaha, Isaaca a Zoe.

## Filmografie
| Rok   | Název                                       | Role                                    | Poznámky                                                |
| ----- | ------------------------------------------- | --------------------------------------- | ------------------------------------------------------- |
| 1978  | Return of the Saint                         | Prefekt                                 | Epizoda: "Yesterday's Hero"                             |
| 1979  | The Famous Five                             | Yan                                     | 2 epizody                                               |
| 1981  | Vice Versa                                  | Tipping                                 | 6 epizod                                                |
| 1982  | All for Love                                |                                         | Epizoda: "Mona"                                         |
| 1983  | St. Ursula's in Danger                      | Teddy                                   |                                                         |
| 1983  | Good and Bad at Games                       | Guthrie                                 |                                                         |
| 1984  | Puccini                                     | Tonio                                   |                                                         |
| 1985  | Pokoj s vyhlídkou                           | Freddie Honeychurch                     |                                                         |
| 1987  | Maurice                                     | Alec Scudder                            |                                                         |
| 1987  | Fortunes of War                             | Simon Boulderstone                      | 3 epizody                                               |
| 1988  | Hrst plná prachu                            | John Beaver                             |                                                         |
| 1990  | Atentát na Hitlera                          | Axel von dem Busche                     |                                                         |
| 1990  | The Children                                | Gerald Ormerod                          |                                                         |
| 1991  | A Private Affair                            | Milton                                  |                                                         |
| 1991  | Kam se i andělé bojí vstoupit               | Philip Herriton                         |                                                         |
| 1992  | The Sheltering Desert                       | Hermann Korn                            |                                                         |
| 1992  | Inspektor Morse                             | Billy                                   | Epizoda: "Happy Families"                               |
| 1992  | Posedlost                                   | Martyn Fleming                          |                                                         |
| 1993  | Screen One                                  | Neil                                    | Epizoda: "Royal Celebration"                            |
| 1994  | Zbraň poslední zkázy                        | Jones                                   |                                                         |
| 1994  | Open Fire                                   | David Martin                            |                                                         |
| 1994  | Šílenství krále Jiřího                      | Greville                                |                                                         |
| 1995  | Harry                                       | Dominic Collier                         | 2. série, 6. epizoda                                    |
| 1996  | 1914-1918                                   |                                         | 3 epizody                                               |
| 1996  | Nevinný spánek                              | Alan Terry                              |                                                         |
| 1996  | Intimate Relations                          | Harold Guppy                            | cena montrealského filmového festivalu - Nejlepší herec |
| 1996  | S dívkami je to jiné                        | Paul Prentice                           |                                                         |
| 1996  | The Tenant of Wildfell Hall                 | Arthur Huntingdon                       | 3 epizody                                               |
| 1997  | Bent                                        | Officer on train                        |                                                         |
| 1997  | Mrs Dalloway                                | Septimus Warren Smith                   |                                                         |
| 1998  | The Soldier's Leap                          | Christian                               | Krátký film                                             |
| 1998  | Pomsta bude sladká!                         | Oliver Knightly                         |                                                         |
| 1999  | The Blonde Bombshell                        | Dennis Hamilton                         |                                                         |
| 1999  | Kleopatra                                   | Octavian                                |                                                         |
| 1999  | Všichni moji blízcí                         | Nicholas Winton                         |                                                         |
| 1999  | Nezkrotná touha                             | Joseph Lees                             |                                                         |
| 2000  | Hledám pronájem                             | Mark                                    |                                                         |
| 2000  | Dívka jako ty                               | Patrick Standish                        | TV film                                                 |
| 2002  | Sága rodu Forsytů                           | Jolyon Forsyte mladší                   |                                                         |
| 2002  | Hladina adrenalinu                          | Jeffrey                                 |                                                         |
| 2003  | Sága rodu Forsytů                           | Jolyon Forsyte mladší                   | 4 epizody                                               |
| 2003  | Karel II. - Moc a vášeň                     | George Villiers, 2nd Duke of Buckingham | 4 epizody                                               |
| 2004  | Smečka                                      | Linus                                   | Pouze hlas                                              |
| 2005  | Rag Tale                                    | Eddy Taylor                             |                                                         |
| 2005  | Spooks                                      | William Sampson                         | 4. série, 2. epizoda                                    |
| 2005  | A Waste of Shame                            | William Shakespeare                     |                                                         |
| 2006  | Syn draka                                   | The Lord of the North                   |                                                         |
| 2006  | V jako Vendeta                              | Dominic                                 |                                                         |
| 2007  | To Be First                                 | Dr. Christiaan Barnard                  |                                                         |
| 2007  | Horší než smrt                              | Robert                                  |                                                         |
| 2007  | Clapham Junction                            | Robin Cape                              |                                                         |
| 2007  | Intervention                                | Mark                                    |                                                         |
| 2007  | The Waiting Room                            | George                                  |                                                         |
| 2007  | The Dinner Party                            | Roger                                   |                                                         |
| 2008  | Ashes to Ashes                              | Danny Moore                             | 1. série, 2. epizoda                                    |
| 2008  | Mrtvé probouzeti                            | Colonel John Garrett                    | 2 epizody                                               |
| 2008  | Midnight Man                                | Daniel Cosgrave                         | 3 episodes                                              |
| 2008  | Bůh před soudem                             | Mordechai                               |                                                         |
| 2008  | Slečna Marplová                             | Lance Fortescue                         | díl: Kapsa plná žita                                    |
| 2009  | The Good Times Are Killing Me               | Lexy                                    |                                                         |
| 2009  | Garrowův zákon                              | Sir Arthur Hill                         | 11 epizod                                               |
| 2010  | Wallander                                   | Alfred Harderberg                       | Epizoda: "The Man Who Smiled"                           |
| 2010  | Lewis                                       | Alec Pickman                            | Epizoda: "Falling Darkness"                             |
| 2010  | Vyrobeno v Dagenhamu                        | Peter Hopkins                           |                                                         |
| 2010  | Law & Order: UK                             | John Smith                              | Epizoda: "Defence"                                      |
| 2010  | Single Father                               | Stuart                                  | 3 epizody                                               |
| 2010  | New Tricks                                  | Adrian Levene                           | Epizoda: "Fashion Victim"                               |
| 2010- | Sherlock                                    | Inspektor Lestrade                      | 5 epizod                                                |
| 2011  | Case Sensitive                              | Mark Bretherick                         | 2 epizody                                               |
| 2011  | Scott & Bailey                              | Nick Savage                             | 5 epizod                                                |
| 2012  | Putin, Russia & The West                    | Vypravěč                                | 4 epizody                                               |
| 2012  | Terror at Sea: The Sinking of the Concordia | Vypravěč                                |                                                         |
| 2012  | The Hunt for bin Laden                      | Vypravěč                                |                                                         |
| 2012  | Fast Girls                                  | David Temple                            |                                                         |
| 2012  | Doctor Who                                  | Riddell                                 | 7. série, 2. epizoda: "Dinosaurs on a Spaceship"        |
| 2012  | Secret State                                | Felix Durrell                           | 4 epizody                                               |